# Yojana
Il termine sanscrito di genere neutro yojana (devanāgarī: योजन) indica un'antica unità di lunghezza adottata nel subcontinente indiano che corrisponde a circa 13 chilometri (ma, a seconda dei testi, può indicare anche una misura diversa compresa tra i 6 e i 16 chilometri).
Lo stesso termine indica anche l'aggiogamento dei buoi e quindi si riferisce alla distanza che una coppia di buoi può percorrere nell'arco di un giorno.
Uno yojana è pari a quattro krośa.